# اندی مور (بازیکن فوتبال)
اندی مور (انگلیسی: Andy Moore؛ زادهٔ ۱۴ نوامبر ۱۹۶۵) بازیکن فوتبال اهل بریتانیا است.
از باشگاه‌هایی که در آن بازی کرده‌است می‌توان به باشگاه فوتبال شامروک روورز، باشگاه فوتبال لینکولن سیتی، و باشگاه فوتبال گریمزبی تاون اشاره کرد.